# 楊博超
楊博超（1981年10月25日—），為台灣的棒球選手之一，曾經效力於中華職棒統一獅隊，守備位置為捕手。於2008年季末遭統一獅隊釋出，目前擔任雲林縣麥寮高中棒球隊總教練。

## 經歷
- 高雄市復興國小少棒隊
- 高雄市五福國中青少棒隊
- 高雄市三民高中青棒隊
- 輔仁大學棒球隊
- 誠泰COBRAS隊代訓球員（2005年）
- 中華職棒統一獅隊（2006年－2008年）
- 高雄市四季雙塔棒壘隊
- 雲林縣元進莊慢壘隊
- 雲林縣馬光國中青少棒隊教練（2011年－2020年）
- 雲林縣麥寮高中青棒隊教練（2019年－）

## 職棒生涯成績
| 年度 | 球隊   | 出賽 | 打數 | 安打 | 全壘打 | 打點 | 盜壘 | 四死 | 三振 | 壘打數 | 打擊率 | 上壘率 | 長打率 | OPS   |
| ---- | ------ | ---- | ---- | ---- | ------ | ---- | ---- | ---- | ---- | ------ | ------ | ------ | ------ | ----- |
| 2007 | 統一獅 | 8    | 8    | 2    | 0      | 0    | 0    | 2    | 2    | 3      | 0.250  | 0.400  | 0.375  | 0.775 |
| 2008 | 統一獅 | 21   | 30   | 8    | 1      | 7    | 0    | 0    | 12   | 17     | 0.267  | 0.267  | 0.567  | 0.834 |
| 合計 | 2年    | 29   | 38   | 10   | 1      | 7    | 0    | 2    | 14   | 20     | 0.263  | 0.300  | 0.526  | 0.826 |

## 特殊事蹟
- 2007年10月25日，於台南棒球場進行的台灣大賽第五戰，從La new熊隊的投手黃俊中手上打出一支帶有三分打點的代打全壘打，此為其一軍的首支全壘打，更是季後賽、總冠軍賽史上第一支代打全壘打[2]。
- 2008年4月6日，於台中棒球場對戰興農牛隊，代打上場面對李國慶擊出全壘打，為個人例行賽生涯首轟。

## 外部連結
- 楊博超在台灣棒球維基館上的頁面（繁體中文）
- 球員資訊和成績在中華職棒官網（中文）